# スクロールホイール

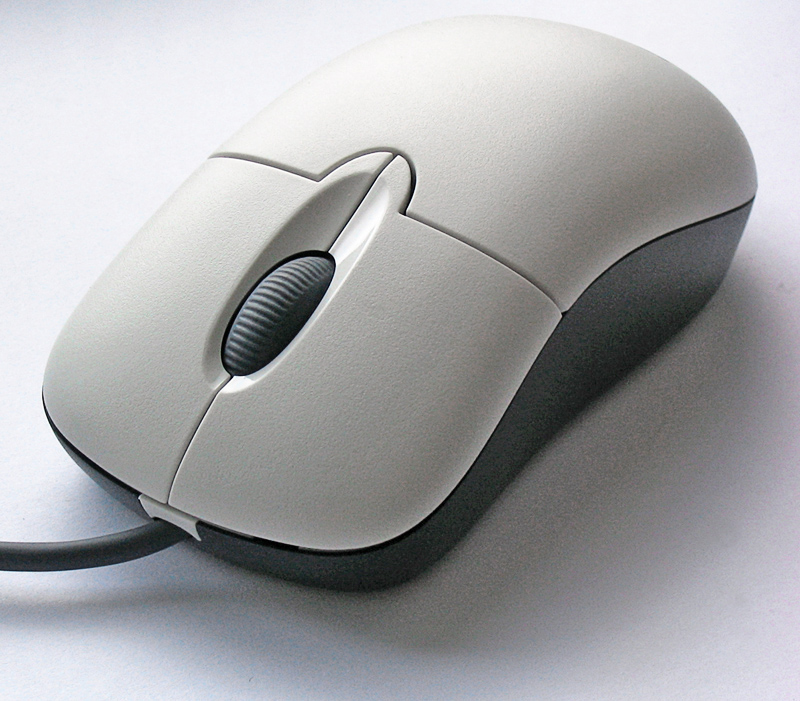
中央の"ホイール"がスクロールホイールである。

スクロールホイール（英語: Scroll wheel）またはマウスホイール（英語: Mouse wheel）とは、通常は左右マウスボタンの間に垂直に備え付けられた、プラスチック製またはゴム製の円盤のことである。

## 機能
名前の通りスクロールに使われる。基本的には、垂直方向のスクロールはスクロールホイールがついたマウスならどのマウスでも可能である。ホイールを押せば3番目のマウスボタンとして使用できる（これをミドルクリックなどと言う）。
一般的なスクロールホイールには段階的に回転するための戻り止めが装着されており、ユーザーが直覚的にスクロールの距離を調整できるようになっている（この1段階分の距離を1ノッチという）。
僅かだがマウスの中には水平方向にスクロールできるものも実在している。その方式としては以下のものがある。
- ホイールを左右に傾ける（チルトホイールとも呼ばれる。マイクロソフトが導入した）。
- スクロールボール（AppleのMighty Mouse等）。
- ポインティング・スティック[1]。
- タッチパッド (Apple Magic Mouse)。
- 光学センサー[2]。
- セカンドスクロールホイール。

ロジクールのフリースクロール機能が搭載されたマウスでは、フライホイールのような慣性がつく14グラムのスクロールホイールを使用することで、長いページやリストを素早くスクロールできる。
異例としてはジョイスティックタイプのスイッチを装着したサイテックのマウスがある。

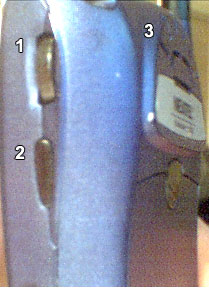
Trackwheel (1) on a BlackBerry

2021年現在、スクロールホイールのあるマウスは世に普及しており、特にパーソナルコンピューターにおいてはセット販売されるなど、必要不可欠なハードウェアインタフェースとなっている一方、スクロールホイールのないマウスも残存している。
また、スクロールホイールは、PDAやiPodのような携帯音楽プレーヤーや、初期のソニーやBlackBerryなどの携帯電話にも備え付けられている。

## 歴史
1985年にNTTとスイスのチューリッヒ工科大学 (大野邦夫、深谷健一とJürg Nievergelt) は、世界初のスクロールマウスMighty Mouseを発明・開発した。このマウスには側面にホイールがついていたが、スクロール操作には親指部のスライド機構付きアナログボタンを使用した。
AppleのDaniel S. Venoliaは、側面に親指用スクロールホイールを持つマウスの試作品を、1989年から1993年にかけて開発した。これは、1992年にアメリカ合衆国特許第 5,313,230号として特許申請され、1994年に受理された。
1995年に台湾のKYE Systemsは、史上初の天辺にスクロールホイールがついた市販のスクロールマウスをリリースした。これはGenius EasyScrollと名付けられ、マウス・システムズ ProAgioとしても販売されていた。
スクロールホイールは、Microsoft Office 97でのマウスホイールのサポートと共に、Microsoft IntelliMouseによって普及した。これは1993年からChris Grahamの助言を受けてエリック・マイケルマンが開発したものである。1997年にマイクロソフトは、マウスボタンとスクロールホイールを組み合わせたマウスをアメリカ合衆国特許第 5,912,661号として申請し、その結果1999年に受理された。
21世紀に入り、スクロールホイールはロジクールやマイクロソフトの一部のキーボードに搭載され始めている。通常CapsLockキーの左側に配置されていることが多い。その反面、ノートパソコンの組み込みスクロールホイールは減ってきており、以下のようにタッチパッドのジェスチャーで代用されるようなものが過半数を占めるようになった。
- （ポインタの移動に優先して）パッドの縁を操作できるようにし、スクロールホイールの代わりとする。
- マルチタッチジェスチャー搭載のタッチパッドで、2本の指でタッチパッドをドラッグした際にスクロールするようにする。
- 多くのLinuxディストリビューションでは、タッチパッドの角をタップするとスクロールモードが有効化し、離すと無効化する。スクロールモード中はパッド内で円を描くようにドラッグすることでスクロールできる[11]。

## その他の用途

### アプリケーション
ウェブブラウザを含む多くのアプリケーションでは、コントロールキーを押しながらスクロールホイールを回すことでテキストの拡大・縮小ができるように、かつリンク先をミドルクリックすると新しいタブで開かれ、タブをミドルクリックするとそのタブが閉じられるようになっている。また、画像編集ソフトや地図ソフトでは、同様の操作で画像のズームイン・ズームアウトすることができる機能を搭載していることがある。
AutoDesk AutoCADのようなCADアプリケーションではユーザーが描画している空間を、ホイールスクロールで拡大縮小、ホイールクリックしながらのドラッグで回転させることができる。この操作はTrimble SketchUpのような3DCGソフトウェアでもデファクトスタンダードとなっている。

### コンピュータゲーム
ファーストパーソン・シューティングゲーム (FPS) では武器の変更に使われる。これを受けて、一部のゲーミングマウス（ロジクールG500など）には、ゲームに必要な段階的なスクロールと、ネットサーフィンに便利な継続的なスクロールを切り替えられるものもリリースされている。スクロールホイールは、スコープ付き武器や双眼鏡をズームさせるために使われることがある。リアリティを重視したFPSの中には、体勢や照準器調節の切り替えにスクロールホイールを使うものも実在する。一般的ではないが、マウスホイールでプレイヤーの移動速度変更を行えるものもある。